# Torres de Montserrat
Les Torres de Monserrat, són un conjunt de torrasses de la muralla, d'origen almohade situades a la ciutat d'Oriola (Baix Segura, País Valencià). Es tracta de dues torres situades a l'esquena del Santuari de la Mare de Déu de Monserrat. Estan situades a la falda del Mont de Sant Miquel, al carrer Torreta.
La desapareguda muralla connectava aquestes torres amb la Porta de Múrcia (hui desapareguda) i la muralla interna del Castell d'Oriola (destruïda al segle xviii).
La cronologia de les torres, en principi, es fixa al segle XII-XIII, a l'època almohade, encara que no es descarta que la seua antiguitat fora major, tenint en compte l'existència d'una muralla visigoda que protegia el castell de Teodomir. A més, pel llenç de la muralla, es trobava unida a la Torre d'en Vergonyes, punt de la muralla més a oest de la ciutat.
El rei Pere IV el Cerimoniós, va manar, després de la Guerra dels dos Peres que va tindre a la ciutat en setge durant dotze anys, reformar les muralles de la ciutat, per la qual cosa aquesta reforma afectaria a les torres per reconstruir les parts afectades per la contesa. De la mateixa manera, el rei Felip II va ordenar la restauració de totes les muralles de la ciutat a costa de la Hisenda Reial.
El rei Felip V va ordenar la destrucció de la muralla per deixar indefensa a la ciutat, per haver donat suport a la causa de l'Arxiduc Carles, fet que va ser dut a terme pel Virrei de València i Múrcia, el cardenal Belluga.
L'any 2008, van ser restaurades per l'Ajuntament d'Oriola en una campanya per la recuperació del Patrimoni arquitectònic-militar. En l'actualitat, ambdues torres posseeixen la declaració de Bé d'interés cultural des de l'any 1949.